# Mečovkovité
Mečovkovité (Xyridaceae) je čeleď jednoděložných rostlin z řádu lipnicotvaré (Poales). Starší taxonomické systémy čeleď často řadily do řádu křížatkotvaré (Commelinales) nebo do samostatného řádu Xyridales.

## Popis
Jsou to vytrvalé byliny s přízemními růžicemi listů a s oddenky. Mohou to být bahenní rostliny, mezofyty až xerofyty. Listy jsou jednoduché, střídavé, dvouřadě, řidčeji spirálně uspořádané, často kožovité, přisedlé, s listovými pochvami. Čepele jsou čárkovité, nedělené, celokrajné, ploché nebo oblé, žilnatina je souběžná. Jsou to jednodomé rostliny s oboupohlavnými květy. Květy jsou uspořádány v květenstvích, v hlávkách až klasech. Okvětí je rozlišeno na kalich a korunu. Kališní lístky jsou 3, zřídka 2, volné nebo 2 lístky na bázi srostlé. Koruna se skládá ze 3 lístků, nejčastěji žluté barvy, řidčeji bílé, modré až fialové. Tyčinky jsou 3, vnější kruh je přeměněn na 3 staminodia nebo chybí. Gyneceum se skládá ze 3 plodolistů, je synkarpní, semeník je svrchní. Plodem je tobolka.

## Rozšíření
Je známo asi 5 rodů a asi 260 druhů, které jsou rozšířeny hlavně v tropech a subtropech většiny světa s přesahem až do mírného pásu, hlavně v Severní Americe. V Evropě a v Asii (s výjimkou tropické jižní a jihovýchodní) chybí.

## Zástupci
- mečovka (Xyris)[3]

## Přehled rodů
Abolboda,
Achlyphila,
Aratitiyopea,
Orectanthe,
Xyris